# ميدان رقمي عام
الميدان الرقمي العام (DPS) هو مصطلح يشير إلى موقع ويب يعتمد على المستخدمين ويعتمد على المحتوى المقدم من قبل المستخدمين (UGC)، والذي يتم إنشاؤه من خلال مجموعة من الأشخاص ممن لديهم مصالح عامة في مجتمع محدد. وفي أبسط حالاته، يمثل الميدان الرقمي العام تطورًا في كيفية اكتشاف وقراءة ومشاركة الأشخاص للأخبار والمعلومات والمحتويات. ويتشارك المستخدمون/موفرو المحتويات الهدف العام المتمثل في توفير المعلومات والحصول على قدر أكبر من المعلومات حول المجتمعات الجغرافية المشتركة أو مجتمع الأفكار.
والميدان الرقمي العام، القائم على نفس فكرة «الميدان العام» التقليدي الذي يجتمع به سكان المدينة لتبادل الأفكار، يوفر منصة ظاهرية من أجل استكشاف المشكلات ومشاركة الأفكار والإبداعية والآراء أثناء تطوير الحلول التي تواجه التحديات التي يتعرض لها المجتمع. ويتسم الميدان الرقمي العام المزدهر باحتوائه على تدفقات غنية من المحتويات التي يمكن أن تشتمل على لقطات فيديو لأحداث المجتمع وسجل تفاعلي للمجتمع يتضمن الأخبار والموارد غير الهادفة للربح. ويوفر الميدان الرقمي العام منصة للحوار ويشجع الأشخاص على التواصل بطريقة ظاهرية من أجل خلق علاقات يمكن أن تؤثر على التغيير الاجتماعي.

## معلومات تاريخية
في البداية، تمت صياغة المصطلح «الميدان الرقمي العام» على يد المؤسسة المجتمعية لمقاطعتي بالم بيتش ومارتن أثناء تطوير yourPBC.org. وقد تم إنشاء الموقع كمشروع لميدان رقمي عام لمقاطعة بالم بيتش في فلوريدا، وتم تمويله من خلال منحة القيادة للمبادرات المدنية المقدمة من مؤسسة جون إس وجيمس إل نايت.

## الهيكل
يتميز الميدان الرقمي العام بالمحتوى المقدم من المستخدمين، والذي يمكن أن يشتمل على النقاشات المميزة للموضوعات التي تهم المجتمع والتعليقات عليها والتصنيفات والوسائط المتعددة والمقالات الإخبارية والأخبار والأحداث المجتمعية المتعلقة به، بالإضافة إلى تقويم للأحداث يشير إلى أحداث المجتمع وفرص المتطوعين، ومركز للموارد يعرض الأبحاث والمقالات والموارد المجتمعية التي يتم تنشرها، بالإضافة إلى دليل شامل للخدمات الاجتماعية.

## أمثلة
ميدان «يور بي بي سي» الرقمي العام الذي تم إنشاؤه من خلال المؤسسة المجتمعية لمقاطعتي بالم بيتش ومارتن (Community Foundation for Palm Beach and Martin Counties, Inc.).
تالاهاسي، مشروع ميدان فلوريدا الرقمي العام
كورال جابلز، مشروع ميدان فلوريدا الرقمي العام
ميدان مقاطعة كولومبيا الرقمي العام
انظر أيضًا:
ويب 2.0